# Primum non nocere
Primum non nocere, auch primum nihil nocere und primum nil nocere (lateinisch, deutsch ‚erstens nicht schaden‘; altgriechisch μὴ βλάπτειν mē blaptein, deutsch ‚nicht schaden‘), ist ein Grundsatz, den die hippokratische Tradition ins Zentrum ihres Begriffs des moralisch geforderten ärztlichen Handelns stellt (siehe auch Medizinethik). Das Zitat lautet vollständig “primum non nocere, secundum cavere, tertium sanare” (deutsch: „erstens nicht schaden, zweitens vorsichtig sein, drittens heilen“).
Diesem antiken Wahlspruch zufolge soll der Arzt in seinem Bemühen, dem ihm anvertrauten Individuum zu helfen, zunächst darauf achten, ihm nicht zu schaden. Zweitens soll er achtgeben bzw. vorsichtig sein, damit er genau schauen kann, was mit dem Patienten tatsächlich los ist. Erst dann kann er drittens die für die Heilung erforderlichen Schritte unternehmen.
Diese Weisheit hat um das Jahr 50 der Arzt Scribonius Largus am Hof von Kaiser Tiberius Claudius aufgestellt.
Das Primum non nocere legt der Anwendung von Medikamenten oder der Durchführung von medizinischen Maßnahmen Grenzen auf. Beispielsweise ist bei keinem Medikament von vorneherein garantiert, dass es wirkt. Bei jedem Medikament gibt es immer einen Prozentsatz von Patienten, bei denen die Behandlung nicht wirksam ist, ohne dass sich dies bisher vorhersagen lässt. Dieser Prozentsatz kann sehr klein oder nahe bei null sein, er kann aber auch bei deutlich über 50 Prozent liegen (beispielsweise bei manchen schwer behandelbaren Krebserkrankungen). Bei den betroffenen Patienten kann man davon sprechen, dass das Medikament dem Patienten mehr Schaden als Nutzen gebracht hat – der Patient hatte die Nebenwirkungen des Medikaments zu ertragen, ohne dass er von einer Wirkung profitiert hat. Der Ausweg aus diesem ethischen Dilemma ist nach gängiger Sicht die informierte Einwilligung (engl. informed consent) des Patienten: Wenn der Patient nach ausführlicher Aufklärung über Nebenwirkungen und die Erfolgschancen einer medizinischen Maßnahme oder einer medikamentösen Therapie derselben zustimmt, ist der Arzt ethisch legitimiert, sie durchzuführen.

## Weiterführende Literatur
- Markwart Michler: Ärztliche Ethik. In: Würzburger medizinhistorische Mitteilungen. Band 24, 2005, S. 268–281, hier: S. 272–276 (Primum nil nocere).